# Carlos Manuel Baldomir
Carlos Manuel Baldomir est un boxeur argentin né le 30 avril 1971. Il a combattu en poids welters et super welters.

## Carrière
Il commence sa carrière professionnelle en février 1993. Jusqu'en août 1996, il remporte 15 victoires, connaît trois défaites et deux matchs nuls. D'octobre 1996 à 1998, il connaît une série de défaites lors de rendez-vous importants : À deux reprises, en octobre 1996 et janvier 1997, il échoue pour le titre de champion d'Argentine. En juin 1998, il échoue dans sa tentative de remporter le titre mondial mineur IBC. En septembre, il perd une nouvelle fois un championnat d'Argentine, et enfin en octobre, il fait match nul contre Dingaan Thobela qui conserve sa ceinture internationale WBC.
À partir de 1999, Baldomir enchaîne cependant une longue série victorieuse : en avril de la même année, il remporte la ceinture internationale WBC, qu'il défendra jusqu'en mars 2002 (entre autres contre le futur champion du monde Joshua Clottey disqualifié pour des coups de têtes) avant de la laisser vacante. Il la remportera une nouvelle fois en 2004.
En janvier 2006, il combat pour la première fois pour un titre mondial face au champion WBC Américain Zab Judah. Ce dernier détient également les ceintures WBA et IBF mais elles ne sont pas en jeux, Carlos ne s'étant pas acquitté de certains frais. Il remporte le titre mondial par décision unanime des juges après 12 rounds. Cette victoire sera nommée surprise de l'année par Ring Magazine.
Le 22 juillet, il défend sa ceinture mondiale contre Arturo Gatti, l'envoyant au tapis deux fois au 9e round, avant que l'arbitre n'arrête le combat. Le 4 novembre, il est opposé à Las Vegas au quadruple champion du monde Floyd Mayweather Jr, invaincu en 36 combats. Mayweather va remporter le combat par décision unanime des juges avec une large avance.
Baldomir monte en catégorie super welters, et défie l'ancien champion du monde Vernon Forrest pour la ceinture mondiale vacante WBC, le 28 juillet 2007. Baldomir va perdre par décision unanime avec beaucoup de retard aux points, et connaitre la 11e défaite de sa carrière.
Il continue toutefois de boxer, alternant victoires et défaites. Il perdra entre autres le 18 septembre 2010 contre le futur champion du monde Saúl Álvarez, et contre Marco Antonio Rubio le 8 septembre 2012, pour le gain de la ceinture mondiale mineure WBF.
En Juillet 2019, il est condamné en Argentine à 18 ans de prison ferme pour une agression sexuelle contre sa fille âgée de 7 ans au moment des faits.